# Liste der Staatsoberhäupter 1960
Übersicht
◄◄ | ◄ | 1956 | 1957 | 1958 | 1959 | Liste der Staatsoberhäupter 1960 | 1961 | 1962 | 1963 | 1964 | ► | ►►

Weitere Ereignisse

## Afrika
- Äthiopien
  - Staatsoberhaupt: Kaiser Haile Selassie (1930–1974) (1916–1930 Regent, 1936–1941 im Exil)
  - Regierungschef: Ministerpräsident Abebe Aragai (1957–15. Dezember 1960)

- Dahomey (seit 1. August 1960 unabhängig) (ab 1975 Benin)
  - Staats- und Regierungschef: Präsident Hubert Maga (1. August 1960–1963, 1970–1972)

- Elfenbeinküste (seit 7. August 1960 unabhängig)
  - Staats- und Regierungschef: Präsident Félix Houphouët-Boigny (7. August 1960–1993)

- Gabun (seit 17. August 1960 unabhängig)
  - Staats- und Regierungschef: Präsident Léon M’ba (17. August 1960–1964, 1964–1967)

- Ghana (seit 1. Juli 1960 Republik)
  - Staatsoberhaupt:
    - Königin Elisabeth II. (1957–30. Juni 1960)
    - Präsident Kwame Nkrumah (1. Juli 1960–1966) (1957–1960 Ministerpräsident)
      - Generalgouverneur: William Hare, 5. Earl of Listowel (1957–30. Juni 1960)

  - Regierungschef: Ministerpräsident Kwame Nkrumah (1957–1. Juli 1960) (1960–1966 Präsident)

- Guinea
  - Staats- und Regierungschef: Präsident Ahmed Sékou Touré (1958–1984)

- Kamerun (seit 1. Januar 1960 unabhängig)
  - Staats- und Regierungschef: Präsident Ahmadou Ahidjo (1. Januar 1960–1982)

- Kongo-Brazzaville (seit 15. August 1960 unabhängig) (1970–1992 Volksrepublik Kongo; ab 1992 Republik Kongo)
  - Staats- und Regierungschef: Präsident Fulbert Youlou (15. August 1960–1963)

- Kongo-Léopoldville (seit 30. Juni 1960 unabhängig) (1964–1971, seit 1997 Demokratische Republik Kongo, 1971–1997 Zaire)
  - Staatsoberhaupt: Präsident Joseph Kasavubu (1. Juli 1960–1965)
  - Regierungschef:
    - Ministerpräsident Patrice Lumumba (30. Juni 1960 bis 5. September 1960)
    - Ministerpräsident Joseph Iléo (5. September 1960 bis 20. September 1960, 1961)
    - Vorsitzender des Rats der Kommissare Albert Ndele (20. September 1960 bis 3. Oktober 1960)
    - Vorsitzender des Rats der Kommissare Justin Marie Bomboko (4. Oktober 1960–1961)

- Liberia
  - Staats- und Regierungschef: Präsident William S. Tubman (1944–1971)

- Libyen
  - Staatsoberhaupt: König Idris (1951–1969)
  - Regierungschef:
    - Ministerpräsident Abd al-Madschid Kubar (1957–17. Oktober 1960)
    - Ministerpräsident Muhammad Uthman as-Said (17. Oktober 1960–1963)

- Madagaskar (seit 26. Juni 1960 unabhängig)
  - Staats- und Regierungschef:  Liste der Staatsoberhäupter von Madagaskar#Liste der Amtsinhaber Philibert Tsiranana (26. Juni 1960–1972)

- Mali (seit 20. Juni 1960 gemeinsam mit Senegal als Mali-Föderation unabhängig) (20. August 1960 verlässt Senegal die Föderation)
  - Staats- und Regierungschef: Präsident Modibo Keïta (20. Juni 1960–1968)

- Marokko
  - Staatsoberhaupt: König Mohammed V (1927–1953, 1955–1961) (bis 1957 Sultan)
  - Regierungschef: Ministerpräsident Abdallah Ibrahim (1958–20. Mai 1960)

- Mauretanien (seit 28. November 1960 unabhängig)
  - Staats- und Regierungschef: Präsident Moktar Ould Daddah (28. November 1960–1978)

- Niger (seit 3. August 1960 unabhängig)
  - Staats- und Regierungschef: Präsident Hamani Diori (3. August 1960–1974)

- Nigeria (seit 1. Oktober 1960 unabhängig)
  - Staatsoberhaupt: Königin Elisabeth II. (1. Oktober 1960–1963)
    - Generalgouverneur:
      - James Wilson Robertson (1. Oktober 1960 bis 16. November 1960)
      - Nnamdi Azikiwe (16. November 1960–1963) (1963–1966 Präsident)

  - Regierungschef: Ministerpräsident Abubakar Tafawa Balewa (1. Oktober 1960–1966)

- Obervolta (ab 5. August 1960 unabhängig) (ab 1984 Burkina Faso)
  - Staats- und Regierungschef: Präsident Maurice Yaméogo (5. August 1960–1966)

- Senegal (seit 20. Juni 1960 Teil der Mali-Föderation, ab 20. August 1960 unabhängig)
  - Staatsoberhaupt: Präsident Léopold Sédar Senghor (6. September 1960–1980)
  - Regierungschef: Ministerpräsident Mamadou Dia (20. August 1960–1962)

- Somalia (Britisch-Somaliland seit 26. Juni 1960 unabhängig als Somaliland, 1. Juli 1960 Vereinigung mit Italienisch-Somaliland zu Somalia)
  - Staatsoberhaupt: Präsident Aden Abdullah Osman Daar (1. Juli 1960–1967) (1967–1969 Präsident)
  - Regierungschef:
    - Ministerpräsident Ibrahim Egal (26. Juni 1960 bis 12. Juli 1960, 1967–1969) (1993–2002 Präsident von Somaliland)
    - Ministerpräsident Abdirashid Ali Shermarke (13. Juli 1960–1964)

- Südafrika
  - Staatsoberhaupt: Königin Elisabeth II. (1952–1961)
    - Generalgouverneur:
      - Lucas Cornelius Steyn (1959–21. Januar 1960, 1961) (kommissarisch)
      - Charles Robberts Swart (12. Januar 1960–1961) (1961–1967 Präsident)

  - Regierungschef: Ministerpräsident Hendrik Frensch Verwoerd (1958–1966)

- Sudan
  - Staatsoberhaupt: Präsident Ibrahim Abbud (1958–1964)
  - Regierungschef: Ministerpräsident Ibrahim Abbud (1958–1964)

- Togo (seit 27. April 1960 unabhängig)
  - Staats- und Regierungschef: Präsident Sylvanus Olympio (27. April 1960–1963)

- Tschad (seit 11. August 1960 unabhängig)
  - Staats- und Regierungschef: Präsident François Tombalbaye (11. August 1960–1975)

- Tunesien
  - Staats- und Regierungschef: Präsident Habib Bourguiba (1957–1987) (1956–1957 Ministerpräsident)

- Vereinigte Arabische Republik (Ägypten und Syrien)
  - Staats- und Regierungschef: Präsident Gamal Abdel Nasser (1958–1961)

- Zentralafrikanische Republik (seit 13. August 1960 unabhängig)
  - Staatsoberhaupt:
    - Hochkommissar Paul Camille Bordier (13. August 1960 bis 14. August 1960) (kommissarisch)
    - Präsident David Dacko (14. August 1960–1966, 1979–1981, bis 12. November als Ministerpräsident)

  - Regierungschef: Ministerpräsident David Dacko (13. August–12. November 1960)

## Amerika

### Nordamerika
- Kanada
  - Staatsoberhaupt: Königin Elisabeth II. (1952–2022)
    - Generalgouverneur: Georges Vanier (1959–1967)

  - Regierungschef: Premierminister John Diefenbaker (1957–1963)

- Mexiko
  - Staats- und Regierungschef: Präsident Adolfo Ruiz Cortines (1958–1964)

- Vereinigte Staaten von Amerika
  - Staats- und Regierungschef: Präsident Dwight D. Eisenhower (1953–1961)

### Mittelamerika
- Costa Rica
  - Staats- und Regierungschef: Präsident Mario Echandi Jiménez (1958–1962)

- Dominikanische Republik
  - Staats- und Regierungschef:
    - Präsident Hector Bienvenido Trujillo Molina (1952–3. August 1960)
    - Präsident Joaquín Balaguer (3. August 1960–1962, 1966–1978, 1986–1996)

- El Salvador
  - Staats- und Regierungschef:
    - Präsident José María Lemus López (1956–26. Oktober 1960)
    - Juntaregierung: Miguel Ángel Castillo, Fabio Castillo Figueroa, Ricardo Falla Cáceres, René Fortín Magaña, Rubén Alonso Rosales, César Yanes Urías (26. Oktober 1960–1961)

- Guatemala
  - Staats- und Regierungschef: Präsident José Miguel Ramón Idígoras Fuentes (1958–1963)

- Haiti
  - Staats- und Regierungschef: Präsident François Duvalier (1957–1971)

- Honduras
  - Staats- und Regierungschef: Präsident José Ramón Villeda Morales (1957–1963)

- Kuba
  - Staatsoberhaupt: Präsident Osvaldo Dorticós Torrado (1959–1976)
  - Regierungschef: Ministerpräsident Fidel Castro (1959–2008) (1976–2008 Präsident des Staatsrats und Präsident des Ministerrats)

- Nicaragua
  - Staats- und Regierungschef: Präsident Luís Somoza Debayle (1956–1963)

- Panama
  - Staats- und Regierungschef:
    - Präsident Ernesto de la Guardia Navarro (1956–1. Oktober 1960)
    - Präsident Roberto Francisco Chiari Remón (1949, 1. Oktober 1960–1964)

- Westindische Föderation (1958–1962 Föderation britischer Kolonien)
  - Staatsoberhaupt: Königin Elisabeth II. (1958–1962)
    - Generalgouverneur: Patrick Buchan-Hepburn, 1. Baron Hailes (1958–1962)

  - Regierungschef: Ministerpräsident Grantley Herbert Adams (1958–1962)

### Südamerika
- Argentinien
  - Staats- und Regierungschef: Präsident Arturo Frondizi (1958–1962)

- Bolivien
  - Staats- und Regierungschef:
    - Präsident Hernán Siles Zuazo (1952, 1956–6. August 1960, 1982–1985)
    - Präsident Víctor Paz Estenssoro (1952–1956, 6. August 1960–1964, 1985–1998)

- Brasilien
  - Staats- und Regierungschef: Präsident Juscelino Kubitschek (1956–1961)

- Chile
  - Staats- und Regierungschef: Präsident Jorge Alessandri (1958–1964)

- Ecuador
  - Staats- und Regierungschef:
    - Präsident Camilo Ponce Enríquez (1956–1. September 1960)
    - Präsident José María Velasco Ibarra (1934–1935, 1944–1947, 1952–1956, 1. September 1960–1961, 1968–1972)

- Kolumbien
  - Staats- und Regierungschef: Präsident Alberto Lleras Camargo (1945–1946, 1958–1962)

- Paraguay
  - Staats- und Regierungschef: Präsident Alfredo Stroessner (1954–1989)

- Peru
  - Staatsoberhaupt: Präsident Manuel Prado y Ugarteche (1939–1945, 1956–1962)
  - Regierungschef: Ministerpräsident Pedro Beltrán Espantoso (1959–1961)

- Uruguay
  - Staats- und Regierungschef:
    - Vorsitzender des Nationalrats Martín Etchegoyen (1959–1. März 1960)
    - Vorsitzender des Nationalrats Benito Nardone (1. März 1960–1961)

- Venezuela
  - Staats- und Regierungschef: Präsident Rómulo Betancourt (1945–1948, 1959–1964)

## Asien

### Ost-, Süd- und Südostasien
- Bhutan
  - Staatsoberhaupt: König Jigme Dorje Wangchuck (1952–1972)
  - Regierungschef: Ministerpräsident Jigme Palden Dorji (1952–1964)

- Burma (ab 1989 Myanmar)
  - Staatsoberhaupt: Präsident Win Maung (1957–1962)
  - Regierungschef:
    - Ministerpräsident Ne Win (1958–4. April 1960, 1962–1974) (1962–1981 Präsident)
    - Ministerpräsident U Nu (1948–1956, 1957–1958, 4. April 1960–1962)

- Ceylon (ab 1972 Sri Lanka)
  - Staatsoberhaupt: Königin Elisabeth II. (1952–1972)
    - Generalgouverneur: Oliver Goonetilleke (1954–1962)

  - Regierungschef:
    - Premierminister Vijayananda Dahanayake (1959–21. März 1960)
    - Premierminister Dudley Shelton Senanayake (1952–1953, 21. März 1960 bis 21. Juli 1960, 1965–1970)
    - Premierministerin Sirimavo Bandaranaike (21. Juli 1960–1965, 1970–1977, 1994–2000)

- Republik China (Taiwan)
  - Staatsoberhaupt: Präsident Chiang Kai-shek (1950–1975) (1928–1931, 1943–1948 Vorsitzender der Nationalregierung Chinas, 1948–1949 Präsident von Nationalchina; 1930–1931, 1935–1938, 1939–1945, 1947 Ministerpräsident von Nationalchina)
  - Regierungschef: Ministerpräsident Chen Cheng (1950–1954, 1958–1963)

- Volksrepublik China
  - Parteichef: Vorsitzender der Kommunistischen Partei Chinas Mao Zedong (1943–1976) (1949–1954 Vorsitzender der zentralen Volksregierung; 1954–1959 Präsident)
  - Staatsoberhaupt: Präsident Liu Shaoqi (1959–1968)
  - Regierungschef: Ministerpräsident Zhou Enlai (1949–1976)

- Indien
  - Staatsoberhaupt: Präsident Rajendra Prasad (1950–1962)
  - Regierungschef: Premierminister Jawaharlal Nehru (1947–1964)

- Indonesien
  - Staatsoberhaupt: Präsident Sukarno (1945–1967)
  - Regierungschef: Ministerpräsident Djuanda Kartawidjaja (1957–1963)

- Japan
  - Staatsoberhaupt: Kaiser Hirohito (1926–1989)
  - Regierungschef:
    - Premierminister Nobusuke Kishi (1957–18. Juli 1960)
    - Premierminister Hayato Ikeda (18. Juli 1960–1964)

- Kambodscha
  - Staatsoberhaupt:
    - König Norodom Suramarit (1955–3. April 1960)
    - Präsident Chuop Hell (3. April 1960 bis 6. April 1960, 1960) (kommissarisch)
    - Vorsitzender des Regentschaftsrats Sisowath Monireth (6. April 1960 bis 13. Juni 1960) (1945–1946 Ministerpräsident)
    - Präsident Chuop Hell (1960, 13. Juni 1960 bis 20. Juni 1960) (kommissarisch)
    - Präsident Norodom Sihanouk (20. Juni 1960–1970, 1991–1993) (1941–1955, 1993–2004 König) (1945, 1950, 1952–1953, 1954, 1955–1956, 1956, 1956, 1957, 1958–1960, 1961–1962 Ministerpräsident)

  - Regierungschef:
    - Ministerpräsident Norodom Sihanouk (1945, 1950, 1952–1953, 1954, 1955–1956, 1956, 1956, 1957, 1958–18. April 1960, 1961–1962) (1941–1955, 1993–2004 König) (1991–1993 Vorsitzender des obersten Nationalrats)
    - Ministerpräsident Pho Proeung (18. April 1960–1961)

- Nordkorea
  - De-facto-Herrscher: Kim Il-sung (1948–1994)
  - Staatsoberhaupt: Vorsitzender des Präsidiums der Obersten Volksversammlung Choe Yong-gon (1957–1972)
  - Regierungschef: Ministerpräsident Kim Il-sung (1948–1972)

- Südkorea
  - Staatsoberhaupt: Präsident Rhee Syng-man (1948–3. Mai 1960)
    - Präsident Huh Jung (3. Mai 1960 bis 15. Juni 1960, 1960) (kommissarisch) (1960 Ministerpräsident)
    - Präsident Kwak Sang-hoon (15. Juni 1960 bis 26. Juni 1960) (kommissarisch)
    - Präsident Huh Jung (1960, 26. Juni 1960 bis 13. August 1960) (kommissarisch) (1960 Ministerpräsident)
    - Präsident Yun Bo-seon (13. August 1960–1962)

  - Regierungschef:
    - Ministerpräsident Huh Jung (15. Juni 1960 bis 18. Juni 1960) (kommissarisch) (Amt neu geschaffen) (1960 Präsident)
    - Ministerpräsident Chang Myon (1950–1952, 18. Juni 1960–1961)

- Laos
  - Staatsoberhaupt: König Savang Vatthana (1959–1975)
  - Regierungschef:
    - Stabschef der Armee Sounthone Pathammavong (1959–7. Januar 1960)
    - Ministerpräsident Kou Abhay (7. Januar 1960 bis 3. Juni 1960)
    - Ministerpräsident Somsanith Vongkotrattana (3. Juni 1960 bis 2. September 1960)
    - Ministerpräsident Suvanna Phuma (1951–1954, 1956–1958, 2. September 1960 bis 13. Dezember 1960, 1962–1975)
    - Ministerpräsident Boun Oum (13. Dezember 1960–1962)

- Malaya (ab 1963 Malaysia)
  - Staatsoberhaupt:
    - Oberster Herrscher Abdul Rahman (1957–1. April 1960)
    - Oberster Herrscher Hisamuddin Alam Shah (1. April 1960 bis 1. September 1960) (bis 14. April 1960 kommissarisch)
    - Oberster Herrscher Syed Putra (1. September 1960–1965)

  - Regierungschef: Ministerpräsident Abdul Rahman (1957–1959, 1959–1970)

- Nepal
  - Staatsoberhaupt: König Mahendra (1955–1972)
  - Regierungschef:
    - Ministerpräsident Bishweshwar Prasad Koirala (1959–15. Dezember 1960)
    - Ministerpräsident Tulsi Giri (26. Dezember 1960–1963, 1964–1965, 1975–1977)

- Pakistan
  - Staats- und Regierungschef: Präsident Muhammed Ayub Khan (1958–1969) (1958 Ministerpräsident)

- Philippinen
  - Staats- und Regierungschef: Präsident Carlos P. Garcia (1957–1961)

- Sikkim (unter indischer Suzeränität)
  - Staatsoberhaupt: König Tashi Namgyal (1914–1963)
  - Regierungschef: Dewan Baleshwar Prasad (1959–1963)

- Singapur (1959–1963 Selbstverwaltung im Britischen Weltreich)
  - Staatsoberhaupt: Präsident Yusof bin Ishak (1959–1970)
  - Regierungschef: Premierminister Lee Kuan Yew (1959–1990)

- Thailand
  - Staatsoberhaupt: König Rama IX. Bhumibol Adulyadej (1946–2016)
  - Regierungschef: Ministerpräsident Sarit Thanarat (1958–1963)

- Nordvietnam
  - Staatsoberhaupt: Präsident Hồ Chí Minh (1945–1969) (1945–1955 Ministerpräsident)
  - Regierungschef: Ministerpräsident Phạm Văn Đồng (1955–1976) (1976–1987 Vorsitzender des Ministerrats von Vietnam)

- Südvietnam
  - Staats- und Regierungschef: Präsident Ngô Đình Diệm (1955–1963) (1954–1955 Ministerpräsident)

### Vorderasien
- Irak
  - Staatsoberhaupt: Vorsitzender des Souveränitätsrats Muhammad Nadschib ar-Rubai'i (1958–1963)
  - Regierungschef: Ministerpräsident Abd al-Karim Qasim (1958–1963)

- Iran
  - Staatsoberhaupt: Schah Mohammad Reza Pahlavi (1941–1979)
  - Regierungschef:
    - Ministerpräsident Manutschehr Eghbal (1957–31. August 1960)
    - Ministerpräsident Dschafar Scharif-Emami (31. August 1960–1961, 1978)

- Israel
  - Staatsoberhaupt: Präsident Jizchak Ben Zwi (1952–1963)
  - Regierungschef: Ministerpräsident David Ben-Gurion (1948–1953, 1955–1963)

- Jemen (1958–1961 Teil der Vereinigten Arabischen Republik)
  - Herrscher: König Ahmad ibn Yahya (1948–1955, 1955–1962)

- Jordanien
  - Staatsoberhaupt: König Hussein (1952–1999)
  - Regierungschef:
    - Ministerpräsident Hazza’ al-Majali (1955, 1959–29. August 1960)
    - Ministerpräsident Bahdschat at-Talhuni (29. August 1960–1962, 1964–1965, 1967–1969, 1969–1970)

- Libanon
  - Staatsoberhaupt: Präsident Fuad Schihab (1952, 1958–1964) (1952 Ministerpräsident)
  - Regierungschef:
    - Ministerpräsident Rashid Karami (1955–1956, 1958–14. Mai 1960, 1961–1964, 1965–1966, 1966–1968, 1969–1970, 1975–1976, 1984–1987)
    - Ministerpräsident Ahmed Daouk (1941–1942, 14. Mai 1960 bis 1. August 1960)
    - Ministerpräsident Saeb Salam (1952, 1953, 1. August 1960–1961, 1970–1973)

- Oman (1891–1971 britisches Protektorat)
  - Herrscher: Sultan Said ibn Taimur (1932–1970)

- Saudi-Arabien
  - Staats- und Regierungschef: König Saud ibn Abd al-Aziz (1953–1964)

- Syrien (1958–1961 mit Ägypten vereinigt als Vereinigte Arabische Republik)

- Türkei
  - Staatsoberhaupt:
    - Präsident Celâl Bayar (1950–27. Mai 1960) (1937–1939 Ministerpräsident)
    - Präsident Cemal Gürsel (27. Mai 1960–1966) (bis 28. Mai 1960 Vorsitzender des Komitees der nationalen Einheit) (1960–1961 Ministerpräsident)

  - Regierungschef:
    - Ministerpräsident Adnan Menderes (1950–27. Mai 1960)
    - Ministerpräsident Cemal Gürsel (28. Mai 1960–1961) (1960–1966 Präsident)

### Zentralasien
- Afghanistan
  - Staatsoberhaupt: König Mohammed Sahir Schah (1933–1973)
  - Regierungschef: Ministerpräsident Mohammed Daoud Khan (1953–1963) (1973–1978 Präsident)

- Mongolei
  - Staatsoberhaupt: Vorsitzender des Großen Volks-Churals Dschamsrangiin Sambuu (1954–1972)
  - Regierungschef: Vorsitzender des Ministerrates Jumdschaagiin Tsedenbal (1952–1974) (1974–1984 Vorsitzender des Großen Volks-Churals)

## Australien und Ozeanien
- Australien
  - Staatsoberhaupt: Königin Elisabeth II. (1952–2022)
    - Generalgouverneur:
      - William Slim (1953–2. Februar 1960)
      - William Morrison, 1. Viscount Dunrossil (2. Februar 1960–1961)

  - Regierungschef: Premierminister Robert Menzies (1939–1941, 1949–1966)

- Neuseeland
  - Staatsoberhaupt: Königin Elisabeth II. (1952–2022)
    - Generalgouverneur: Charles Lyttelton, 10. Viscount Cobham (1957–1962)

  - Regierungschef:
    - Premierminister Walter Nash (1957–12. Dezember 1960)
    - Premierminister Keith Holyoake (1957, 12. Dezember 1960–1972) (1977–1980 Generalgouverneur)

## Europa
- Albanien
  - Parteichef: 1. Sekretär der albanischen Arbeiterpartei Enver Hoxha (1948–1985) (1946–1954 Ministerpräsident)
  - Staatsoberhaupt: Vorsitzender des Präsidiums der Volksversammlung Haxhi Lleshi (1953–1982)
  - Regierungschef: Ministerpräsident Mehmet Shehu (1954–1981)

- Andorra
  - Co-Fürsten:
    - Staatspräsident von Frankreich: Charles de Gaulle (1959–1969)
    - Bischof von Urgell: Ramon Iglésias Navarri (1943–1969)

- Belgien
  - Staatsoberhaupt: König Baudouin I. (1951–1993)
  - Regierungschef: Ministerpräsident Gaston Eyskens (1949–1950, 1958–1961, 1968–1973)

- Bulgarien
  - Parteichef: Generalsekretär der Bulgarischen Kommunistischen Partei Todor Schiwkow (1954–1989) (1971–1989 Staatsratsvorsitzender) (1962–1971 Ministerpräsident)
  - Staatsoberhaupt: Vorsitzender des Präsidiums der Nationalversammlung Dimitar Ganew (1958–1964)
  - Regierungschef: Vorsitzender des Ministerrats Anton Jugow (1956–1962)

- Dänemark
  - Staatsoberhaupt: König Friedrich IX. (1947–1972)
  - Regierungschef:
    - Ministerpräsident Hans Christian Svane Hansen (1955–19. Februar 1960)
    - Ministerpräsident Viggo Kampmann (19. Februar 1960–1962) (bis 21. Februar 1960 kommissarisch)

  - Färöer (politisch selbstverwalteter und autonomer Bestandteil des Königreichs Dänemark)
    - Vertreter der dänischen Regierung: Reichsombudsmann Niels Elkær-Hansen (1954–1961)
    - Regierungschef: Ministerpräsident Peter Mohr Dam (1959–1963, 1967–1968)

- Bundesrepublik Deutschland
  - Staatsoberhaupt: Bundespräsident Heinrich Lübke (1959–1969)
  - Regierungschef: Bundeskanzler Konrad Adenauer (1949–1963)

- Deutsche Demokratische Republik
  - Parteichef: Generalsekretär des ZK der SED Walter Ulbricht (1950–1971) (1960–1973 Staatsratsvorsitzender)
  - Staatsoberhaupt:
    - Präsident Wilhelm Pieck (1949–7. September 1960) (1946–1950 Parteichef)
    - Präsident der Volkskammer Johannes Dieckmann (7. September 1960 bis 12. September 1960) (kommissarisch)
    - Vorsitzender des Staatsrats Walter Ulbricht (12. September 1960–1973) (1950–1971 Parteichef)

  - Regierungschef: Ministerpräsident Otto Grotewohl (1949–1964) (1946–1950 Parteichef)

- Finnland
  - Staatsoberhaupt: Präsident Urho Kekkonen (1956–1982) (1950–1953, 1954–1956 Ministerpräsident)
  - Regierungschef: Ministerpräsident Vieno Sukselainen (1957, 1959–1961)

- Frankreich
  - Präsident Charles de Gaulle (1959–1969) (1944–1946 Leiter der provisorischen Regierung), (1958–1959 Präsident des Ministerrats)
  - Regierungschef: Premierminister Michel Debré (1959–1962)

- Griechenland
  - Staatsoberhaupt: König Paul (1947–1964)
  - Regierungschef: Ministerpräsident Konstantinos Karamanlis (1955–1958, 1958–1961, 1961–1963, 1974–1980) (1980–1985, 1990–1995 Staatspräsident)

- Irland
  - Staatsoberhaupt: Präsident Éamon de Valera (1959–1973) (1932–1948, 1951–1954, 1957–1959 Ministerpräsident)
  - Regierungschef: Taoiseach Seán Lemass (1959–1966)

- Island
  - Staatsoberhaupt: Präsident Ásgeir Ásgeirsson (1952–1968) (1932–1934 Ministerpräsident)
  - Regierungschef: Ministerpräsident Ólafur Thors (1942, 1944–1947, 1949–1950, 1953–1956, 1959–1963)

- Italien
  - Staatsoberhaupt: Präsident Giovanni Gronchi (1955–1962)
  - Regierungschef:
    - Ministerpräsident Antonio Segni (1955–1957, 1959–25. März 1960) (1962–1964 Präsident)
    - Ministerpräsident Fernando Tambroni (25. März–26. Juli 1960)
    - Ministerpräsident Amintore Fanfani (1954, 1958–1959, 26. Juli 1960–1963, 1982–1983, 1987)

- Jugoslawien
  - Staatsoberhaupt: Präsident Josip Broz Tito (1953–1980) (1945–1963 Ministerpräsident)
  - Regierungschef: Ministerpräsident Josip Broz Tito (1945–1963) (1953–1980 Präsident)

- Kanalinseln[1]
  - Guernsey
    - Staats- und Regierungschef: Herzog Herzogin Elisabeth II. (1952–2022)
      - Vizegouverneur: Geoffrey Robson (1958–1964)

  - Jersey
    - Staats- und Regierungschef: Herzog Herzogin Elisabeth II. (1952–2022)
      - Vizegouverneur: George Erskine (1958–1963)

- Liechtenstein
  - Staatsoberhaupt: Fürst Franz Josef II. (1938–1989)
  - Regierungschef: Alexander Frick (1945–1962)

- Luxemburg
  - Staatsoberhaupt: Großherzogin Charlotte (1919–1964) (1940–1945 im britischen Exil)
  - Regierungschef: Ministerpräsident Pierre Werner (1959–1974, 1979–1984)

- Isle of Man[1]
  - Staatsoberhaupt: Lord of Man Elisabeth II. (1952–2022)
    - Vizegouverneur: Ronald Herbert Garvey (1959–1966)

- Monaco
  - Staatsoberhaupt: Fürst Rainier III. (1949–2005)
  - Regierungschef: Staatsminister Émile Pelletier (1959–1962)

- Niederlande
  - Staatsoberhaupt: Königin Juliana (1948–1980)
  - Regierungschef: Ministerpräsident Jan de Quay (1959–1963)
  - Niederländische Antillen (Land des Königreichs der Niederlande)
    - Vertreter der niederländischen Regierung: Gouverneur Antonius Speekenbrink (1957–1962)
    - Regierungschef: Ministerpräsident Efraïn Jonckheer (1954–1968)

- Norwegen
  - Staatsoberhaupt: König Olav V. (1957–1991)
  - Regierungschef: Ministerpräsident Einar Gerhardsen (1945–1951, 1955–1963, 1963–1965)

- Österreich
  - Staatsoberhaupt: Bundespräsident Adolf Schärf (1957–1965)
  - Regierungschef: Bundeskanzler Julius Raab (1953–1961)

- Polen
  - Parteichef: 1. Sekretär Władysław Gomułka (1943–1948, 1956–1970)
  - Staatsoberhaupt: Staatsratsvorsitzender Aleksander Zawadzki (1952–1964)
  - Regierungschef: Ministerpräsident Józef Cyrankiewicz (1947–1952, 1954–1970) (1970–1972 Staatsratsvorsitzender)

- Portugal
  - Staatsoberhaupt: Präsident Américo Tomás (1958–1974)
  - Regierungschef: Ministerpräsident António de Oliveira Salazar (1932–1968)

- Rumänien
  - Parteichef: Generalsekretär Gheorghe Gheorghiu-Dej (1945–1954, 1955–1965) (1952–1954 Ministerpräsident) (1961–1965 Staatsoberhaupt)
  - Staatsoberhaupt: Präsident des Präsidiums der Nationalversammlung Ion Gheorghe Maurer (1958–1961) (1961–1974 Ministerpräsident)
  - Regierungschef: Ministerpräsident Chivu Stoica (1955–1961) (1965–1967 Staatsoberhaupt)

- San Marino
  - Staatsoberhaupt: Capitani Reggenti
    - Giuseppe Forcellini (1946, 1950, 1954, 1. Oktober 1959 bis 1. April 1960) und Ferruccio Piva (1. Oktober 1959 bis 1. April 1960, 9165, 1969, 1974)
    - Alvaro Casali (1945, 1951, 1957, 1. April 1960 bis 1. Oktober 1960, 1965–1966, 1969–1970) und Gino Vannucci (1. April 1960 bis 1. Oktober 1960)
    - Eugenio Reffi (1. Oktober 1960 bis 1. April 1961) und Pietro Giancecchi (1957, 1. Oktober 1960 bis 1. April 1961, 1968–1969)

  - Regierungschef: Außenminister Federico Bigi (1957–1972)

- Schweden
  - Staatsoberhaupt: König Gustav VI. Adolf (1950–1973)
  - Regierungschef: Ministerpräsident Tage Erlander (1946–1969)

- Schweiz[2]
  - Bundespräsident Max Petitpierre (1950, 1955, 1. Januar 1960–31. Dezember 1960)
  - Bundesrat:
    - Max Petitpierre (1945–1961)
    - Paul Chaudet (1955–1966)
    - Friedrich Traugott Wahlen (1959–1965)
    - Jean Bourgknecht (1. Januar 1960–1962)
    - Willy Spühler (1. Januar 1960–1970)
    - Ludwig von Moos (1. Januar 1960–1971)
    - Hans-Peter Tschudi (1. Januar 1960–1973)

- Sowjetunion
  - Parteichef: Erster Sekretär der KPdSU Nikita Chruschtschow (1953–1964) (1958–1964 Vorsitzender des Ministerrats)
  - Staatsoberhaupt:
    - Vorsitzender des Präsidiums des obersten Sowjets Kliment Woroschilow (1953–1960)
    - Vorsitzender des Präsidiums des obersten Sowjets Leonid Breschnew (7. Mai 1960–1964, 1977–1982) (1964–1982 Parteichef)

  - Regierungschef: Vorsitzender des Ministerrats Nikita Chruschtschow (1958–1964) (1953–1964 Parteichef)

- Spanien
  - Staats- und Regierungschef: Caudillo Francisco Franco (1939–1975)

- Tschechoslowakei
  - Parteichef: Vorsitzender Antonín Novotný (1953–1968) (1957–1968 Präsident)
  - Staatsoberhaupt: Präsident Antonín Novotný (1957–1968) (1953–1968 Parteichef)
  - Regierungschef: Ministerpräsident Viliam Široký (1953–1963)

- Ungarn
  - Parteichef: Generalsekretär der Partei der Ungarischen Werktätigen János Kádár (1956–1988) (1956–1958, 1961–1965 Ministerpräsident)
  - Staatsoberhaupt: Vorsitzender des Präsidentschaftsrats István Dobi (1952–1967) (1948–1952 Ministerpräsident)
  - Regierungschef: Ministerpräsident Ferenc Münnich (1958–1961)

- Vatikanstadt
  - Staatsoberhaupt: Papst Johannes XXIII. (1958–1963)
  - Regierungschef: Kardinalstaatssekretär Domenico Tardini (1958–1961)

- Vereinigtes Königreich
  - Staatsoberhaupt: Königin Elisabeth II. (1952–2022) (gekrönt 1953)
  - Regierungschef: Premierminister Harold Macmillan (1957–1963)

- Republik Zypern (ab 16. August 1960 unabhängig)
  - Staats- und Regierungschef: Präsident Makarios III. (16. August 1960–1974, 1974–1977)